# Ajet
Ajet (arapski: آية, ājetun, množina آيات,  ājātun ili ājun) arapski je izraz koji znači "Božji znak" ili "čudo". Međutim, obično se koristi kao naziv za jedan od 6236 kuranskih stihova, s obzirom na to da muslimani vjeruju da je svaki stih u Kuranu Božja riječ.
Na kraju svakog kuranskog stiha obično je broj (ajeta) i simbol ۝۝, koji označava kraj ajeta (njegov unikod je U+06DD) i istodobno se koristi za kraj sure.